# Adeles
Els adeles (o lolos) són els membres d'un grup ètnic que viuen a la zona fronterera entre Ghana i Togo. Al primer país viuen al nord de la regió Volta i en el segon a la Regió Central. L'adele és la seva llengua materna. Hi ha entre 37.400 (ethnologue, 2012) i 41.000 (ethnologue) adeles. El seu codi ètnic és NAB59b i el seu ID és 10156.

## Territori i pobles veïns
El territori adele està a la zona fronterera entre Togo i a Ghana. A Togo, està a la zona de la població de Pagala, a la prefectura de Sotouboua, a la Regió Central.
Segons el mapa lingüístic de Ghana de l'ethnologue, el territori adele està situat al centre-est del país, al sud del poble de Nkwanta, a la frontera amb Togo, al nord de la Regió Volta. Al nord limiten amb els Gikyodes i amb els Chala i al sud limiten amb els Delo. A l'est limiten amb Togo. Segons el mapa lingüístic de Togo, el territori adele en aquest país està en el centre-oest, a la frontera amb Ghana. Els territori adele en els dos estats és contigu. Els adeles togolesos limiten amb els Delos al sud i amb els ginyangues, els kabiyès, els nawdms, els lames i els tems.

### Poblacions
Els pobles en els que hi viuen els adeles són Dadiasi i Dutukpene, a Ghana i Assouma Kedeme i Tiefouma, a Togo.

## Llengües
La llengua materna dels adeles és l'adele, però també parlen l'ewe.

## Religió
El 80% dels adeles togolesos creuen en religions africanes tradicionals i el 20% restant són cristians. El 60% dels adeles cristians són protestants, el 30% pertanyen a esglésies independents i el 10% són catòlics. El 5% dels adeles cristians segueixen moviments evangèlics.
El 76% del adeles ghanians creuen en religions africanes tradicionals, el 20% en el cristianisme i el 4% són islàmics. El 60% dels adeles ghanians cristians són protestants, el 30% són catòlics i el 10% pertanyen a esglésies independents.